# كو جيونج وون
كو جيونج وون (27 يونيو 1966 في كوريا الجنوبية - ) هو لاعب كرة قدم كوري جنوبي في مركزي الهجوم والوسط، شارك في كأس العالم 1994. وشارك مع منتخب كوريا الجنوبية لكرة القدم. أما مع النوادي، فقد لعب مع بوهانغ ستيلرز وسيريزو أوساكا ونادي سونغنام.

## وصلات خارجية
- كو جيونج وون على موقع الاتحاد الدولي (مؤرشف)  (الإنجليزية)
- كو جيونج وون على موقع رابطة كرة القدم اليابانية للمحترفين (اليابانية)
- كو جيونج وون على موقع دوري كوريا الجنوبية (الإنجليزية)
- كو جيونج وون على موقع قاعدة بيانات كرة القدم.إي يو (الإنجليزية)
- كو جيونج وون على موقع ناشيونال فوتبول تيمز (الإنجليزية)